# Sophia Snogdal
Sophia Stærmose Snogdal (født 14. maj 2000 i Aarhus) er en dansk håndboldspiller, der spiller for Aarhus United i Damehåndboldligaen.
Hun har optrådt for både det danske U/17- og U/19-landshold og deltog også ved European Youth Olympic Festival i 2017 i Győr, hvor Danmark vandt bronze i håndbold.
Hun skiftede i sommeren 2019 til ligaklubben Aarhus United og forlængede hendes kontrakt i februar 2020.